# 영화에서처럼
《영화에서처럼》은 이소라의 정규음반 2집이며, 타이틀 곡은 "기억해 줘", "청혼"이다.
여성 솔로 가수로서는 이례적으로 두달만에 80만장의 판매고를 올리며 평단과 대중들에게 많은 사랑을 받았다.

## 수록곡
| #             | 제목                    | 작사           | 작곡          | 재생 시간 |
| ------------- | ----------------------- | -------------- | ------------- | --------- |
| 1.            | 〈쉼〉                  | 이소라         | 조규만        | 5:19      |
| 2.            | 〈너무 다른 널 보면서〉 | 김동률         | 김동률        | 4:26      |
| 3.            | 〈기억해 줘〉           | 이소라, 허승경 | 김광진        | 4:26      |
| 4.            | 〈청혼〉                | 이소라         | 김현철        | 3:46      |
| 5.            | 〈화〉                  | 이소라         | 조규찬        | 3:18      |
| 6.            | 〈사랑〉                | 이소라         | 조규찬        | 2:54      |
| 7.            | 〈부랑자〉              | 이소라         | 고찬용        | 3:33      |
| 8.            | 〈복잡해〉              | 이소라         | 고찬용        | 4:00      |
| 9.            | 〈Happy Christmas〉     | 이소라         | 유희열        | 4:34      |
| 총 재생 시간: | 총 재생 시간:           | 총 재생 시간:  | 총 재생 시간: | 36:16     |